# Tilden (Nebraska)
Tilden és una població dels Estats Units a l'estat de Nebraska. Segons el cens del 2000 tenia 1.078 habitants.

## Demografia
Segons el cens del 2000, Tilden tenia 1.078 habitants, 418 habitatges, i 270 famílies. La densitat de població era de 570,2 habitants per km².
Dels 418 habitatges en un 28,7% hi vivien nens de menys de 18 anys, en un 54,8% hi vivien parelles casades, en un 6,9% dones solteres, i en un 35,2% no eren unitats familiars. En el 31,3% dels habitatges hi vivien persones soles el 20,6% de les quals corresponia a persones de 65 anys o més que vivien soles. El nombre mitjà de persones vivint en cada habitatge era de 2,45 i el nombre mitjà de persones que vivien en cada família era de 3,11.
Per edats la població es repartia de la següent manera: un 25,6% tenia menys de 18 anys, un 8,9% entre 18 i 24, un 22,4% entre 25 i 44, un 18,6% de 45 a 60 i un 24,6% 65 anys o més.
L'edat mediana era de 40 anys. Per cada 100 dones de 18 o més anys hi havia 92,3 homes.
La renda mediana per habitatge era de 31.875 $ i la renda mediana per família de 42.188 $. Els homes tenien una renda mediana de 29.750 $ mentre que les dones 19.844 $. La renda per capita de la població era de 14.663 $. Aproximadament el 7% de les famílies i l'11,1% de la població estaven per davall del llindar de pobresa.

## Poblacions més properes
El següent diagrama mostra les poblacions més properes.